# فرانک پیک
فرانک پیک (انگلیسی: Frank Pick; ۲۳ نوامبر ۱۸۷۸ – ۷ نوامبر ۱۹۴۱) یک مسئول حمل‌ونقل اهل بریتانیا بود. بعد از این‌که به عنوان مشاور حقوقی تأیید شد، در سال ۱۹۰۲ در شرکت نورث ایسترن ریلوی شروع به کار کرد و در سال ۱۹۰۶ به شرکت آندرگراوند پیوست. او از سال ۱۹۳۳ تا ۱۹۴۰ به عنوان مدیرعامل اجرایی و معاون هیئت‌مدیره هیئت حمل‌ونقل مسافری لندن فعالیت کرد.
پیک به طراحی و استفاده از آن در زندگی عمومی علاقه داشت. او توسعه هویت سازمانی متروی لندن را با استفاده از هنرهای تجاری، طراحی‌های گرافیک و معماری‌های مدرن توجه‌برانگیز هدایت کرد. او بدین‌ترتیب برندی متمایز راه‌اندازی کرد؛ از جمله دایره و تایپ‌فیسی که هنوز هم در لوگوی متروی لندن استفاده می‌شود.